# ダニー・ジェイコブス (俳優)
ダニー・ジェイコブズ（Danny Jacobs）は、アメリカ合衆国の俳優兼コメディアン。
1999年に映画 (Full Blast (1999 film)) の端役で声優デビューした。彼は米テレビアニメ番組のマダガスカルシリーズ(2008-2017)を通してキング・ジュリアンの声優を務めたことで知られる。この役が評価され、彼は2011年と2015年にデイタイム・エミー賞を受賞した。

## 経歴
1993年、ジェイコブズはジェフ・ダニエルズ制作の喜劇『The Vast Difference』でチコ・フェルナンデス役を演じ、舞台俳優としてデビューした。
1996-1997年に、リチャード・カリノスキーの『Beast on the Moon』でアラムを演じ、ミシガン州、フロリダ州、ウィスコンシン州で演技賞を受賞した。
1999年、ジェイコブズは『FullBlast』のカート役で声優を務めた（クレジット表記無し）。同年、彼は『Get the Hell Out of Hamtown』で実写作品に初めて出演した。
2003年、彼は「Triple Espresso: A Highly Caffeinated Comedy」の3人組と一緒に全米ツアー公演を始めた。
2007年にジェイコブズは『鉄板英雄伝説』でボラット・サグディエフ役を演じたほか、眼帯付きの海賊としてカメオ出演した。
2008-2015年に、ジェイコブズは『ザ・ペンギンズ from マダガスカル』でキング・ジュリアンの声としてサシャ・バロン・コーエンの代役を務めた（ジェイコブスは同シリーズでモブキャラの声(Additional Voices)も提供した）。2011年、彼はこの役でデイタイム・エミー賞を受賞した。彼はテレビ特番の『メリー・マダガスカル』(2009)と『マッドリー・マダガスカル』(2013)でもキング・ジュリアン役を再演。さらに『バンザイ! キング・ジュリアン』(2014-2017年)でも同じ役を務めた。
キング・ジュリアン以外の仕事だと、『フィニアスとファーブ』（モブキャラの声を提供）や『ティーンエイジ・ミュータント・ニンジャ・タートルズ』（スネーク/スネークウィードの声）といったテレビアニメ番組および幾つかのビデオゲームでナレーション仕事を担当した。ジェイコブズは「アニメーションが劇場のように幅広い役を演じる機会を俳優に与えてくれる」と語ったほか「私はどんな民族・年齢・性別のどんな登場人物でも演じることが可能です。それは実写カメラだと自分に与えられない自由です。それは信じられないほど自由な事なのです」 と発言している。また彼はキング・ジュリアンがお気に入りの声役で、依頼があれば喜んでその役を何度でも引き受けると語った。ジェイコブズは、前任の声優サシャ・バロン・コーエンよりもキング・ジュリアンとして認知されていた。映画『マダガスカル3』のサントラアルバムでは、（映画内の声優がコーエンだったにもかかわらず）ジェイコブズがキング・ジュリアンの歌声を提供した。
『ティーン・タイタンズGO!』ではジョージ・ワシントンの声を務めた。

## 私生活
ジェイコブズはレバノン系の敬虔なカトリック教徒である。2015年7月13日、ジェイコブズは小児がん患者支援組織 (Kids Kicking Cancer) に寄付を行い、 キング・ジュリアンの声で子供たちを楽しませた

## 受賞歴
ジェイコブズは『メリー・マダガスカル』(2009)で演じたキング・ジュリアンの声役で、2010年アニー賞のテレビ番組声優部門にノミネートされたがトム・ケニーに敗れた。
彼は『ザ・ペンギンズ from マダガスカル』(2008-2015)と『バンザイ! キング・ジュリアン』(2014-2017)で演じたキング・ジュリアンの声役で、2011年と2015年にデイタイム・エミー賞を受賞した。
- 2010年:アニー賞 のテレビ番組声優部門 - ノミネート
- 2011年: デイタイム・エミー賞 のアニメ番組優秀演者部門 - 受賞
- 2015年:デイタイム・エミー賞のアニメ番組優秀演者部門 - 受賞

## フィルモグラフィー

### 映画
- 『FullBlast』- カート（声・クレジット無し,1999）
- 『Get the Hell Out of Hamtown 』(1999)
- 『Grounds Zero』- オマール (2006)
- 『The Mikes 』- 救急救命士 (2006)
- 『鉄板英雄伝説』- ボラット・サグディエフ/眼帯付きの海賊(2007)
- 『マダガスカル2』- 観光客(声,2008)
- 『バットマン: イヤーワン』- 弁護士(声,2011)
- 『ジャスティス・リーグ:ドゥーム』- 特別捜査官ポーター(声,2012)
- 『ジャスティス・リーグ:フラッシュポイント・パラドックス』- グリフター/キャプテン・コールド(2013)
- 『ペンギンズ FROM マダガスカル ザ・ムービー 』- キング・ジュリアン13世(声,2014)

### テレビ
- 『トナカイになったオリーブ』(声,1999)
- 『フューチュラマ』- モブキャラ[注釈 1]（声・クレジット無し,1999)
- マダガスカルシリーズ - キング・ジュリアン13世[8]（声,2008-2017)
- 『フィニアスとファーブ』- モブキャラ(声,2009-2013)
- 『キック ザ・びっくりボーイ』- ローディ・レミントン (声,2010-2012)
- 『ベン10 アルティメットエイリアン』- 船長/派遣警官/ペルヴィス博士 (声、2012)
- 『ティーンエイジ・ミュータント・ニンジャ・タートルズ』のスネーク/スネークウィード(声,2012)
- 『ティーン・タイタンズGO!』- ジョージ・ワシントン(声,2014)
- 『マイルズのトゥモローランドだいさくせん』- ワトソン提督 / モブキャラ (2015)[9]
- 『Pig Goat Banana Cricket 』- カドルズJr.ほか多数 (声,2015)[10][11]
- 『アルティメット・スパイダーマン VS シニスター・シックス』- モルド男爵 / モブキャラ(声,2016)[12][13]
- 『LEGO スター・ウォーズ/フリーメーカーの冒険』- ラアム(声,2016)[14][15]
- 『アベンジャーズ:ウルトロン レボリューション』- ハインリッヒ・ゼモ (声,2016)[16]
- 『トランスフォーマー アドベンチャー』- ブラザー・ガンター(声,2016)[17]
- 『Apple & Onion』- ホーギー(声,2020)
- 『ゼウスの血』- ペリアンドロス王/アクリシオス王(声,2020)
- 『Animaniacs』- スターボックス(声,2020)

### ビデオゲーム
- 『マダガスカル2』- キング・ジュリアン13世(声,2008)
- 『バットマン アーカム・アサイラム』- ヴィクター・ザズー/フランク・ボール、他多数(声,2009)
- 『Madagascar Kartz 』- キング・ジュリアン13世(声,2009)
- 『THE GODFATHER2』- ハイマン・ロス(声,2009)
- 『白騎士物語-古の鼓動-』- モブキャラ[注釈 1](声,2010)[18]
- 『白騎士物語-光と闇の覚醒-』- ナナゼル(声,2010)[19]
- 『Marvel Super Hero Squad: The Infinity Gauntlet』- アニヒラス・バグズ(声,2010)
- 『The Penguins of Madagascar: Dr. Blowhole Returns - Again!』- キング・ジュリアン13世(声,2011)
- 『バットマン アーカム・シティ』- ヴィクター・ザズー(声,2011)
- 『マダガスカル3』- キング・ジュリアン13世/ステファノ(声,2008)
- スカイランダーズシリーズ - スウォーム/モブキャラ(声,2015)[20]
- 『Marvel's Avengers』- ハンク・ピム (2020)

## ディスコグラフィー
- 『マダガスカル3』サントラアルバム - ここで彼が歌った楽曲は全て、キング・ジュリアン13世の歌声として出演。